# Нортроп Груман B-2 Спирит
Northrop Grumman B-2 Spirit (на английски: spirit – дух) известен и като Стелт бомбардировач, е американски тежък стратегически стелт бомбардировач, способен да нанася както конвенционални, така и ядрени удари. Той е основният стратегически бомбардировач на САЩ, редом с B-52 и B-1. Спирит е създаден да преодолее всички вражески противовъздушни отбранителни съоръжения.

## История
Разработването на B-2 започва под формата на т.нар. „черен проект“ с кодовото название „Проникващ бомбардировач за големи височини“ (High Altitude Penetrating Bomber), а по-късно „Високотехнологичен бомбардировач“ (Advanced Technology Bomber). През средата на 80-те години дизайнът на самолета е изменен и пригоден за малки височини. Промяната отлага първия полет на прототипа с 2 години и увеличава цената на проекта с още $1 млрд. В годините на най-усилено разработване върху проекта са работили около 13 хил. души в специална централа край Пико Ривера, Калифорния. Първото публично показване на B-2 е на 22 ноември 1988 година, а първият му такъв полет – 17 юли 1989. Производството, поправката и изследванията на самолета се осъществяват в специалния център на ВВС в базата Едуардс, Калифорния.
Първоначалните планове предвиждат производството на 132 самолета, по-късно намалени до 75. През 1992 президентът Джордж Буш обявява, че ще бъдат произведени едва 20 самолета (произведени са всъщност 21). След разпада на СССР заплахата от глобална война с подобни бойни средства е намаляла значително. В комбинация с огромната цена по производството и поддръжката на един самолет, това е причината за малката бройка създадени машини.
През 1994 цената на един самолет е $737 млн., но целият процес по създаването, оборудването, резервните части и конструирането на хангарите струва около $2,2 млрд. само за една машина. Съществува проект за модернизация до ниво B-2A Block 30 с по-модерно, изцяло компютъризирано оборудване, който се осъществява.
През 2005, Ношир Говадия, един от дизайнерите на задвижващите системи на B-2 е арестуван и съден, защото е предавал тайна информация за самолета на чужди страни. Преди това, през 1984, Томас Каванаг, служител на Нортроп, е арестуван и осъден на доживотен затвор, защото е изнесъл технически тайни от Пико Ривера, за да ги предаде на Съветския съюз.

## Дизайн
По същество е бомбардировач с конвенционални възможности, присъщи за всички останали такива самолети. Това, което го отличава, е схемата на „летящо крило“, както и специалните материали, от които е направен. Именно те му дават възможност да преодолее най-усъвършенстваните защити на врага и да порази целта си с изключителна точност.
Обсегът на самолета без презареждане е 11 хил. км. Насочването на бомбите се извършва посредством GPS система и PESA (Passive Electronically Scanned Array – Пасивна електронно сканирана фазирована решетка), която поправя евентуалните грешки в GPS управлението.
Невидимостта на самолета е постигната чрез аеродинамичната форма, намалените до минимум акустични, инфрачервени и други излъчвания. Материалът, от който е направен фюзелажът, поглъща почти всички лъчи, излъчени от противниковите радарни системи. Това налага съхраняването на самолета в специални хангари с контролиран климат.
Екипажът на бомбардировача се състои от едва двама души – пилот (на лявото място в кабината) и командир (на дясното). Има възможност за добавяне на трети член към екипажа. За сравнение екипажът на B-1B се състои от четирима души, а на B-52 – от петима. Тъй като е възможно полетите на самолета да бъдат много продължителни, B-2 е един от малкото самолети, в който има място за спане на един от членовете на екипажа. Благодарение на сложната система от компютъризирани управляващи системи е възможно единият пилот да спи, докато другият следи полета, и после да се разменят.

## Употреба
Първият B-2 за бойна употреба (Spirit of Missouri – „Духът на Мисури“) е доставен на 17 декември 1993. В щата Мисури е разположена военновъздушната база Уайтман, където са постоянно базирани всички В-2, без 1, използван за тестове в базата Едуардс – Spirit of New York („Духът на Ню Йорк“). Tам за пръв път са използвани и бомби със сателитно насочване. През 2001 самолетът е използван за удари над Афганистан, а през 2003 разположените на о-в Диего Гарсия B-2 излитат и бомбардират Ирак. В по-късните мисии до Ирак са били използвани и самолети, базирани в Мисури, в резултат на което някои мисии са били с продължителност 30 часа, а една от тях – 50 часа. По време на операция „Свобода за Ирак“ от B-2 са пуснати общо 583 насочвани бомби.

## Оператори
САЩ
- Военновъздушни сили на САЩ:
  - 509-о бомбардировъчно крило, ВВС база Уайтман (19 самолета)
    - 13-а бомбардировъчна ескадрила
    - 393-та бомбардировъчна ескадрила
    - 394-та тренировъчна ескадрила

  - 412-о тестово крило, ВВС база Едуардс (1 самолет)
    - 419-а тестова ескадрила;

  - 53-то крило, ВВС база Еглин (бивш)
    - 72-ра тестова ескадрила на ВВС, база Уайтман

  - 57-о крило, ВВС база Нелис (бивш)
    - 325-а ескадрила на ВВС, база Уайтман
    - 715-а ескадрила (разформирована)

## Разбиването наSpirit of Kansas
На 23 февруари 2008, малко след излитане, бомбардировач 89 – 0127 с формалното название Spirit of Kansas („Духът на Канзас“) се разбива при излитане на пистата на ВВС база Андерсън, Гуам. Това е първата катастрофа на B-2. Самолетът е имал 5100 летателни часа преди катастрофата. Двамата пилоти успяват да катапултират преди разбиването, но машината е напълно унищожена. На борда ѝ не е имало въоръжение, защото престоят на общо трите B-2 в Гуам е бил само временен, и на тяхно място са били докарани 6 бомбардировача B-52. Една от хипотезите върху причините за злополуката е, че сложната компютърна система за контрол на центъра на гравитацията се е повредила, което е предизвикало дисбаланс в управлението на машината и тя се е разбила. Вследствие на катастрофата е разпоредено временно да бъдат спрени полетите на всички 20 B-2. Полетите са възстановени на 15 април 2008.

## Характеристики (B-2A Block 30)[21]
- Екипаж: 2
- Дължина: 21 м
- Разпереност на крилете: 52,4 м
- Височина: 5,2 м
- Площ на крилете: 460 кв.м
- Тегло – празен: 71 100 кг
- Тегло – пълен: 152 600 кг
- Максимално летателно тегло: 171 000 кг
- Двигател: 4х General Electric F118-GE-100, с тяга 77 kN всеки

### Технически характеристики
- Максимална скорост: 1010 км/ч
- Максимална дължина на полета без презареждане: 11 100 км
- Таван на полета: 15 000 м
- Относително натоварване на крилото: 329 кг/кв.м
- Съотношение тяга/тегло: 0,205

### Въоръжение
- 2 бомбени отделения за общо 22 700 кг въоръжение.
  - 80х 227 кг свободнопадащи бомби Мк-82;
  - 36х 340 кг бомби тип CBU;
  - 16х 908 кг бомби Мк-84, JDAM-84, JDAM-102 на револверна установка;
  - 16х ядрени бомби B61 и/или B83 на револверна установка;
  - различен брой крилати ракети AGM-158 JASSM, AGM-154 или бомби GBU-28.

## Списък на активни самолети[22]
| Номер на машината                   | Block No. | КОД на ВВССАЩ | Формално име             | Състояние                     |
| ----------------------------------- | --------- | ------------- | ------------------------ | ----------------------------- |
| AV-1                                | Test      | 82 – 1066     | Spirit of America        | в експлоатация                |
| AV-2                                | Test      | 82 – 1067     | Spirit of Arizona        | в експлоатация                |
| AV-3                                | Test      | 82 – 1068     | Spirit of New York       | в експлоатация                |
| AV-4                                | Test      | 82 – 1069     | Spirit of Indiana        | в експлоатация                |
| AV-5                                | Test      | 82 – 1070     | Spirit of Ohio           | в експлоатация                |
| AV-6                                | Test      | 82 – 1071     | Spirit of Mississippi    | в експлоатация                |
| AV-7                                | 10        | 88 – 0328     | Spirit of Texas          | в експлоатация                |
| AV-8                                | 10        | 88 – 0329     | Spirit of Missouri       | в експлоатация                |
| AV-9                                | 10        | 88 – 0330     | Spirit of California     | в експлоатация                |
| AV-10                               | 10        | 88 – 0331     | Spirit of South Carolina | в експлоатация                |
| AV-11                               | 10        | 88 – 0332     | Spirit of Washington     | в експлоатация                |
| AV-12                               | 10        | 89 – 0127     | Spirit of Kansas         | разбил се на 23 февруари 2008 |
| AV-13                               | 10        | 89 – 0128     | Spirit of Nebraska       | в експлоатация                |
| AV-14                               | 10        | 89 – 0129     | Spirit of Georgia        | в експлоатация                |
| AV-15                               | 10        | 90 – 0040     | Spirit of Alaska         | в експлоатация                |
| AV-16                               | 10        | 90 – 0041     | Spirit of Hawaii         | в експлоатация                |
| AV-17                               | 20        | 92 – 0700     | Spirit of Florida        | в експлоатация                |
| AV-18                               | 20        | 93 – 1085     | Spirit of Oklahoma       | в експлоатация                |
| AV-19                               | 20        | 93 – 1086     | Spirit of Kitty Hawk     | в експлоатация                |
| AV-20                               | 30        | 93 – 1087     | Spirit of Pennsylvania   | в експлоатация                |
| AV-21                               | 30        | 93 – 1088     | Spirit of Louisiana      | в експлоатация                |
| AV-22/AV-165 конструкцията отменена |           |               |                          |                               |

Други имена
- „Духът на Мисисипи“ е известен и като „Черната вдовица“
- „Духът на Охайо“ се нарича и „Огън и лед“
- „Духът на Ню Йорк“ се казва още „Навигатор“, „Призрак“ и „Следобедна наслада“
- „Духът на Тексас“ е известен и като „Пиратския кораб“
- „Духът на Америка“ е и „Фаталната красавица“